# هارون لامپساکی
هارون لامپساکی یا کارون لامپساکی (در انگلیسی با ک تلفظ می‌شود) یا خارون لامپساکی (لامپساکوسی) (به انگلیسی: Charon of Lampsacus) (حدود ۵۰۰ ق. م) تاریخ‌نگار اهل لامپساکوس بود. وی تاریخ ایران، لیبی و اتیوپی و همین طور سالنامه‌های شهر محل تولدش و چند اثر دیگر را انشاء نموده بوده است.